# Henri Tessier (football)
Cet article concerne le footballeur français. Pour l'évêque français et homophone, voir Henri Teissier. Pour les homonymes, voir Tessier.
Henri Tessier, surnommé Riton Tessier, est un footballeur français né le 29 septembre 1918 à Asnières (Hauts-de-Seine) et mort le 23 décembre 1979 à Colombes. Il a joué inter droit, notamment au Lille OSC, au FC Metz et au RC Paris. 

## Carrière de joueur
- Fin des Années 1930 :  US Le Mans
- 1945-1946 :  Lille OSC
- 1946- janv. 1948 :  FC Metz
- janv. 1948-1948 :  Le Havre AC
- 1948-1951 :  RC Paris
- 1951-1952 :  SCO Angers[2]

## Palmarès
- Champion de France en 1946 avec le Lille OSC
- Vainqueur de la Coupe de France en 1946 avec le Lille OSC et en 1949 avec le RC Paris
- Finaliste de la Coupe de France en 1950 avec le RC Paris